# Мовчин, Николай Николаевич
Николай Николаевич Мовчин (27 сентября (9 октября) 1896, Российская империя — 3 сентября 1938, Москва) — русский и советский военачальник, военный публицист, начальник Управления снабжения горючим РККА (1933—1937). Полковник (20.11.1935).

## Биография
Родился в Москве, в семье часовщика. Окончил четырёхклассное начальное народное училище в Москве. С 1909 года работал в часовой мастерской отца приказчиком в знаменитом в то время магазине «Мюръ и Мерелизъ» на Петровке.
В Русской императорской армии с 1915 года. Окончил школу прапорщиков при Алексеевском военном училище в Москве в январе 1916 года. Участник Первой мировой войны. Командир взвода, роты, начальник команды пеших разведчиков в 112-м пехотном Уральском полку. В 1917 году уже находился в чине поручика. После Февральской революции 1917 года состоял в партии эсеров, был членом дивизионного солдатского комитета, армейского комитета 3-й армии, секретарь бюро областного комитета партии эсеров при армейском комитете 3-й армии, председатель культурно-просветительной комиссии 3-й армии. Демобилизован по болезни в чине штабс-капитана.
Вернулся в Москву и продолжил работу в мастерской отца.
В Красной Армии с начала 1919 года, участник Гражданской войны. Был с ноября 1919 года секретарём Оперативного управления Полевого штаба РВС Республики, с апреля 1920 года — заведующим отделом политического управления штаба Приуральского военного округа, с августа 1920 года — начальником политотдела Особой бригады, с декабря 1920 — военкомом бригады на Северном Кавказе. В 1919 году вступил в РКП(б).
С апреля 1921 года служил в Мобилизационном управлении Штаба РККА: инспектор для особых поручений, с августа 1921 года — состоящий для поручений при начальнике Мобилизационного управления, с февраля 1922 — начальник части мобилизационного отдела, с апреля 1923 — помощник начальника мобилизационного управления. Одновременно обучался в Военной академии РККА. В 1927 году окончил Военную академию РККА имени М. В. Фрунзе.
С 1927 по 1930 годы состоял в резерве РККА, работая при этом в мобилизационных органах промышленности. С февраля 1930 года — заместитель начальника и помощник начальника 2-го управления Штаба РККА. С 5 февраля 1931 года — начальник 5-го (материально-планового) Управления Штаба РККА, автор фундаментальных работ по истории Красной Армии и многочисленных публикаций. С марта 1933 года Н. Н. Мовчин — первый руководитель Управления снабжения горючим и смазочными материалами РККА (с января 1935 года — 6-й отдел Генерального штаба, с февраля 1936 года — Управление снабжения горючим РККА). После введения новых персональных званий в 1935 году, военспецу Мовчину было присвоено значительно заниженное воинское звание — полковника. Поскольку Н. Н. Мовчин стал первым руководителем службы снабжения горючим в РККА, то ему пришлось возглавить работу по разработке концепции развития службы горючего, определению основных направлений её деятельности, созданию нормативной базы.
25 декабря 1937 года Николай Мовчин был арестован в связи с обвинением в участии в военном заговоре по делу Михаила Тухачевского. Осужден Военной коллегией Верховного суда СССР по «1-й категории», расстрелян 3 сентября 1938 года на «Коммунарке». 25 августа 1956 года реабилитирован посмертно определением Военной коллегии Верховного суда СССР.

## Сочинения
- Комплектование Красной армии. Исторический очерк. — Военная Типография Управления делами Наркомвоенмора и РВС, 1926.
- Последовательные операции по опыту Марны и Вислы. — М.: Госиздат, 1928.